# Charles Massonet
Charles Massonet (* 14. März 1914 in Arlon; † 4. April 1996 in Lüttich) war ein belgischer Bauingenieur.

## Leben
Massonet studierte 1931 bis 1936 Bauingenieurwesen an der Universität Lüttich. Nach Militärdienst forschte er für die nationale belgische Forschungsgesellschaft FNRS unter dem Brückenbauingenieur Ferdinand Campus (Mitgründer der International Association for Bridge & Structural Engineering, IABSE).
1940 bis 1945 war er in deutscher Kriegsgefangenschaft und studierte in dieser Zeit deutsche Literatur über Bauingenieurwesen und Materialwissenschaften (darunter die Bücher von Stephen Timoshenko). 1946 bis 1949 war er Assistenzprofessor für Elastizitätstheorie und Festigkeitslehre an der Universität Lüttich und 1950 bis 1983 Professor für Baustatik und Stahlbau.
Er leistete Pionierarbeit bei der Randelementemethode, Stabilitätstheorie und Traglastverfahren, was er auch in die Standardisierungsverfahren im Stahlbau übertrug (er war in wichtigen internationalen Normausschüssen).
Er war Ehrendoktor der ETH Zürich, der TH Chalmers in Göteborg, der Universität Karlsruhe (seit 1985) und korrespondierendes Mitglied der National Academy of Engineering. 1982 wurde er Mitglied der polnischen Gesellschaft für theoretische und angewandte Mechanik.
Ihm zu Ehren ist der Charles-Massonnet-Preis benannt.

## Schriften
- mit M. Save: Calcul plastique des constructions. 2 Bände. CBLIA, Brüssel 1961, 1963
- mit R. Bares: Le calcul des grillages de poutres et dalles orthotropes selon la methode Guyon-Massonnet-Bares. Dunod, Paris 1966